# デュアル!ぱられルンルン物語
『デュアル! ぱられルンルン物語』（デュアル ぱられルンルンものがたり）は、日本のSF・ロボット物テレビアニメである。

## 概要
本作はAICの制作により、1999年4月8日から同年7月1日にかけてWOWOWの毎週木曜日19時00分枠において13話が放送された。また第14話がビデオ最終巻にてリリースされている。後にCS放送のAT-Xでは全14話として放送された。英文表記は"Dual! Parallel Trouble Adventure"。
見知らぬ世界で否応無く戦争に巻きこまれる主人公の廻りには、なぜか次々と美女達が現れる。なんとか元の世界に戻ろうとする主人公と美女達の共同生活をコメディタッチで描く。
パラレルワールド（平行世界）、遺跡から出土する古代超文明の遺産、特定のパイロットにしか操縦できない人型ロボット決戦兵器、人が死なない儀礼的な戦争などの設定上に、ハーレムアニメが展開する本作は、1クールの期間内では設定の大部分を生かせずに終わったが、軽妙なラブコメとして仕上がっている。
他作品との類似性が指摘されたことについて原作者の梶島正樹は、『天地無用! 魎皇鬼』との関係についてはDVDの作品解説で、梶島正樹自身がそれをほのめかしており、後に放送された『天地無用! GXP』にて発掘兵器ZINVが登場し、小説版の第十四巻にて、本作品世界が大先史文明初期（約10億年前）の世界であることが明示された。

## あらすじ
高校生の四加一樹は、周りには見えないロボットの幻影が見えるようになり変人扱いされていた。それを知った科学者の真田博士は、四加を研究室に連れてくるように娘の三月に頼む。博士はパラレルワールドを証明しようとしており、怪しげな装置に四加を座らせるが、三月の手違い（椅子違い？）により別世界へと転送してしまう。
平行世界に飛ばされた一樹は、女性しか操縦できないとされていた（実際は女性しか操縦できないようにリミッターがかけられていた）一樹が“ハルツィーネン”と呼んでたコアロボット1号機を巧みに操縦して敵を撃破する。これを知ったこの世界の真田司令長官は四加を呼び出す。四加は元の世界に返して欲しいと頼むが、侵略者との戦争が原因で理論は完成していなかった。
戦争を終わらせて早く帰るため、一緒に平行世界に飛ばされた三月と真田家に居候しつつ、ハルツィーネンを操縦して侵略者と戦うことになるのだが、それはそれとしてドタバタな日常生活が始まる。

## 登場人物
ナレーションは浜田賢二が担当している。
四加一樹（よつが かずき）
声 - 山口隆行
本編の主人公で平行世界の様子を小説としてネットに掲載していた平凡な高校生。平行世界の様子が見えることから周囲には変人扱いされており、三月と関わりを持ったことで全校男子生徒から敵視され、付け狙われるようにもなった。優しい性格だが優柔不断なところもあり、それが幸いしてか平行世界では4人の美女に惚れられるようになった。第7話では死の恐怖に支配されて暴走、続く第8話で羅螺みつきに救助され交流を持ち、みつきの羅螺軍離反のきっかけを作った。異常なライフシンパシイの低さから本来、女性しか操れないコアロボットをマニュアルも無いまま見事に操縦してみせたことを高く評価されてコアロボット1号機のパイロットとなり、後に自身の分身であるZINV（皇家の樹）に搭乗。カレーが好きだが夜食としてカップラーメンもよく食べる。16歳。
『天地無用! 魎皇鬼』にも同名の人物が現樹雷皇阿主沙の父親として登場するが、同名の別人で無関係である。
真田三月（さなだ みつき）
声 - 田中理恵
一樹の世界の高校の先輩。学園のマドンナで、男子生徒の憧れ。父親である真田博士の頼みで一樹を平行世界へ送り込んだ張本人。その際、自身の起こしたトラブルで下準備も無いまま送ってしまっており、その責任から彼を追いかけて羅螺側世界へ来たが、肝心の一樹はなぜか1か月遅れて到着した。いつのまにか年下の一樹に惚れている。洋食好きで調理も得意分野は洋食。コアロボット2号機に搭乗。美人だが、母親の鮎子が男を作り家を出て行ったことから軽度のエレクトラコンプレックス持ち。また、気が強く、なおかつ異常なやきもち焼きでヒステリックなところがあり、怒ると何をしでかすかわからない。しかも、真田博士が勝手に居候させたDや一樹に惚れ込んだ弥生に敵対心をむき出しにしたり、弥生のお見合い写真を偽造して弥生を一樹から引き離そうとしたりするなど陰険な一面も持っている。陰険モードは通称「黒三月」。終盤では一樹との関わりが多くなった羅螺みつきへの嫉妬心を鮎子につけ込まれて扇動され、HIMC完全体に搭乗して一樹達と戦うが、一樹とDのLOVE×2POWERを得たZINVにより救出された。世界統合の際にも一樹を転送した時と同じトラブルをやらかすなど、少々学習能力に欠ける節も見られる。統合後は一樹から、みつきとの区別の為に「三月姉（ねえ）」と呼ばれている。17歳。
D（ディー）
声 - 内川藍維
羅螺側世界で発見された異星人の美少女。肉体の損傷を防ぐため、魂（アストラル体）をバイオドロイドの左目に封印している。バイオドロイドの試作4体目（開発コードネーム「D」）が安定していたため真田博士が完成と見なし、名前をつけようと考えているうちに自身の名を「D」と認識してしまった。体は別の場所に保管されており、通常はバイオドロイドとして、防衛軍のパイロットになっている。一樹に惚れた一人であり、彼以外には心を開こうとせず、8話では羅螺側に引き込まれ行方不明になった一樹を不眠不休で待ち続けた。コアロボット3号機に搭乗。料理は苦手で、レトルトのカレーと卵かけご飯といった簡単なものなら作れる。13話で本当の体に自分の魂を戻し、一樹への思いを告げた。時間に正確で一樹を起こすのが趣味。また、一樹と同じくカレーが好き。統合後の世界では、真田家に養女として引き取られ、中学に通っている。エンディングテロップでは「真田出維」となっていた。14歳（外見年齢）。
羅螺みつき（らら みつき）
声 - 豊口めぐみ
平行世界である羅螺側世界のミツキ。別名「ミス・ラー」。羅螺帝国皇帝の一人娘で、第8話で救助した一樹に一目惚れ、同時に第6話の戦闘中、転落したところを助けてくれたのが一樹であることを知る。後に一樹を慕って親衛隊を伴い、防衛軍に寝返った。ミス・ラー時の派手で高飛車な態度に反して、本来は清楚で控え目、お淑やかという三月と正反対の性格だが、裸で寝てるのを（特に一樹の前では）気に留めないなど暢気で無頓着な一面もある。料理は中華料理が得意分野で、防衛軍の食堂勤務として働くようになってからは男性職員のアイドルとなり、その料理の腕と相まって2時間待ちの行列ができるほど。パイロットとしての適性も高く、羅螺軍離反後は一樹がZINVに乗り換えて空席となったコアロボット1号機に搭乗、一樹との連携行動で羅螺軍のロボットを撃破して、たちまち頭角を現していった。世界統合後は三月との区別の為「みつき姉さん」と呼ばれるようになる。21歳。
弥生・シュバエル（やよい シュバエル）
声 - 中村千絵
羅螺側世界では元1号機のパイロットで、戦闘で負傷したことが影響してライフシンパシィを消失、コアロボットに乗れなくなってしまう。自身にかけられていた制服の上着から、戦闘中に助けてくれたのが一樹であることを知り、彼に惚れた。防衛軍では一樹たちの戦闘指揮官、学校では一樹の担任教師として第6話から赴任。真田研究所の隣の家に住んでおり、一樹の部屋と自室を連結し、行き来している。料理は和食を得意分野としており、家事の腕も三月以上。負傷した際の治療の影響で髪が短髪になり、長く美しい銀髪は1シーンでしか見ることはなかった。世界統合後も相変わらず一樹の部屋と自分の部屋を連結して、行き来している。23歳。
真田賢（さなだ けん）
声 - 大林隆之介
一樹側の世界ではマイナーな物理学者で真田三月の父。女房に逃げられ娘の三月との2人暮らし。平行世界の研究をしている。親友にノーベル賞受賞の羅螺博士がいる。割といい加減な性格をしている。
羅螺側世界では地球防衛軍長官。遺跡文明の研究も手掛けており、その発掘したノウハウから私設の防衛軍を設立、発掘の功績で国連から長官の任務を委託されている。こちらは独身でカップラーメンが好き。でも性格は同じ。13話終盤の現実世界と平行世界との統合の後、茜と再婚。49歳。
羅螺博士（らら ひろし）
声 - 緒方賢一
一樹側世界では独身で金持ちの有名なノーベル賞受賞の科学者。羅螺側世界では、発掘した遺跡文明の一部を奪い、世界平和のために統一されねばならないとの信念で、世界征服を始めた。両方とも単純な性格ではあるが、家庭を大事にするマイホーム・パパでもある。14話で、鮎子と結託して一樹を拉致。一樹とみつきを婚姻関係に持ち込もうとするも、自宅に表札を付けていたのを失念していたため、真田達に突き止められ阻止された。真田とは同期であり、年齢も真田と同じく49歳。
羅螺鮎子（らら あゆこ）
声 - 土井美加
羅螺みつきの母親で、羅螺博士の妻。博士の元助手でもある。博士が敗戦続きの責任を取って皇帝の座を失脚した後、皇帝になった。遺跡文明のメインコンピューターと結託して、世界征服を実行している。一樹の素性にも感づいていたらしく、泳がせていた節がある。勝利のためには娘をも犠牲にするという結構冷徹な性格である。一樹側世界では、真田三月の母親だが、既に真田博士の元を娘を置いて去っており、物語には写真でしか登場しない。14話で、博士を唆して一樹を拉致。遺跡文明独占のために一樹とみつきを婚姻関係に持ち込もうとけしかけるが、博士の失態が原因で真田達に阻止された。48歳。
南條院麗香（なんじょういん れいか）
声 - 野沢雅子
弥生の祖母で名家の出身。政財界に顔がきき、防衛軍設立に多大な援助をした影の実力者。第4話で、偽装のため女装させられた一樹を隊員達が笑ったことを窘めるなど筋を通す性格。仲人が趣味の67歳。
山野（真田）茜（やまの あかね）
声 - 小林優子
羅螺側世界で、国連から派遣された監察官。防衛軍の経理も担当しているキャリアウーマンだが、実は離婚歴あり。組織人としての考え方の違いもあり、当初は真田達と対立することも多かったが、回を重ねる毎に打ち解けていき真田のことも憎からずも想うようになる。真田達が国連から離脱した後は、自ら国連での地位を捨てて、参謀として、そして独立愚連隊の大黒柱として隊を支えた。統合後の世界では真田の妻になっており、彼のストレートでさりげないアプローチを照れながら受ける。邸宅に居候させた一樹、D、みつきらの母親的存在で、家事も弥生並みにこなせるようである。ちなみに14話ではなぜか鮎子の妹になってることが明かされた。38歳。
早瀬薫（はやせ かおる）
声 - 高森奈緒
ミス・ラー親衛隊の一人で隊長的な存在。羅螺みつきの姉妹のような存在でもあり、羅螺帝国脱出の際にも一緒に逃亡した。羅螺軍では科学部門を支えており、防衛軍に移った後はその経験を買われて真田の助手も務める。25歳。
ライラ・フェニックス、ミーナ・フィッツジェラルド、アリス・シャローム
声 - 加藤優子（ライラ）、内川藍維（ミーナ）、柚木涼香（アリス）
3人ともミス・ラー親衛隊のメンバーで薫の部下的存在。薫と同様、羅螺みつきとは姉妹のような存在であり、羅螺帝国脱出の際にも一緒に逃亡した。みつきのアシストを主任務にしており、厨房の手伝いやみつきと一樹を結び付けるために奔走するなど意外に忙しないが、文句一つ言わないどころか、嬉々としてこなしているところから見て、その忠誠心（というよりは連帯意識）は非常に高いようである。年齢はライラが18歳、ミーナが17歳、アリスが19歳。

## 登場メカ
コアロボット
全長：約18m。重量は3号機の例で97トン、フル装備時116トン。
コアユニットを核とする防衛軍の主力戦闘ロボット。素材はチタン系合金やファインセラミックスなど。異星人遺跡のオリジナルのレプリカで、機体の予備はいくらかある。ライフシンパシーの度合いが戦闘能力を左右するが、一樹を除いては女性しか操れない（その理由も本編で若干語られただけで正確な描写はされていない）。搭乗者とのライフシンパシーを高めるために盛り上がった胸部・ハイヒール等の女性を意識したデザインになっている。若干の重力制御が可能で、短時間の滑空や、高度からの着地を緩和することができる。瞬間最大加速は3号機で時速380キロメートル。武装は、バースト・トンファーと100mmライフル、無反動砲バズーカ、グレネードランチャーとやや射撃寄りだが、機体性能のおかげで汎用性は高い。
コアロボット1号機
一樹がハルツィーネンと呼んでいた機体。最初は弥生がパイロットだったが負傷してライフシンパシィが無くなり、一樹が代わりに搭乗した。一樹がZINVに乗ってからは羅螺みつきがパイロットになった。機体色は白を主体に一部が赤。全般的にオールラウンドな役回りが多かった。
コアロボット2号機
真田三月専用の機体。機体色は赤系統。役回り的に近接戦闘が多い。
コアロボット3号機
D専用の機体。機体色は青。Dの性格上、射撃戦闘が多い。
ZINV（ジンブ）
全長：約30m
防衛軍地下秘密基地がある、地下空洞で眠っていた異星人遺跡オリジナルロボット。『天地無用! GXP』でも登場し、機体内部に第一世代の皇家の樹の種が幼生固定されていることが明らかにされており、この皇家の樹が羅螺側世界における一樹の存在となる。ロボット自体は西洋甲冑のような外見をしており、コアロボットより一回り大きい。一樹がこの世界の幻視（ビジョン）を見ることができたのも、これのせいである。同一の存在である一樹と同調しているため、彼以外の者には動かせない。マイクロブラックホールを作り出すなど重力を制御したり、2つの平行世界を融合させてしまったりするなどケタ違いの力を見せる。
Dにより力を抑制されていたが、それはDの肉体が保存されていたためで、彼女がその鍵になっていた。Dによってリミッターが外された時に輝く光鷹翼を発生させた。『天地無用! GXP』では山田西南の所有する第一世代艦（ロボットだが機体内部に第一世代の皇家の樹の種が幼生固定されているため、便宜上、艦艇扱い）となっている。
HIMC（ヒミコ）
全長約50m
遺跡大型艦に封印されていたZINVと対を成す異星人遺跡最終兵器のオリジナルロボット。みつきしか操縦することができない。本体は常に浮遊しており、エネルギー弾プラズマボールを放つ遠隔攻撃を得意とする。羅螺みつき搭乗時点では不完全体であったが、その後、鮎子に嫉妬心を煽られ扇動された真田三月が完全体に搭乗した。最終的にZINVに破壊された。Dの回想に遺跡文明を滅ぼすような描写があり、DにZINVでも敵わないと言わせるほどの強さを持つ。また『天地無用! GXP』にて遺跡文明人に2つの皇家の樹の種を与えたことが明らかにされている。
輸送機
コアロボット輸送専用の大型輸送機。
遺跡戦艦
防衛軍の地下秘密基地にしていた異星人遺跡の戦艦。帝国に侵入され国連と離別してからは、独立愚連隊の移動基地となっていた。コアロボットのカタパルトや点検・補修の機能もある。
大型遺跡艦
羅螺軍本部下に隠されていた巨大遺跡艦。元々は大和市地下にあったもの。HIMCや遺跡オリジナルコアロボットが封印されていた。

## 用語
コアユニット
コアロボットの核であり、動力装置であるユニット。これさえ無事なら、機体が大破しても別の機体に組み込むことで、コアロボットは活動できる。機体大破時には、自動的に脱出、回収される。
CPスーツ
コアロボット搭乗時に着用するパイロットスーツ。インナースーツの上から着用する。
エンシェント・アームズ
羅螺軍の主力ボット兵器の総称。羅螺博士が遺跡ロボットを解析して開発、量産した。作戦に合わせた様々なバリエーションが存在し、移動型遠隔操縦席から操られる。全長20mほどの機体が多い。
遺跡オリジナルコアロボット
真田と羅螺によって発掘された地球外生命体異星文明の人型兵器の一種。これ自体、遺跡文明人によりZINVやHIMCを模して作られた物と思われる。真田軍のコアロボット、羅螺軍のエンシェント・アームズのベースとなっており、通常オリジナルと呼ばれる。のちにコピーし量産したものが羅螺軍主力となる。
CUM（クム）
HIMC封印の間にある水晶球状のインターフェイス。
羅螺帝国
羅螺博士（鮎子）が遺跡技術が戦争の原因にならないよう一括管理（真田博士曰く趣味を満足させるため）するために異星人遺跡の一部を奪取して立ち上げた帝国。その技術を使って世界征服をしている。
カミング・スーン
帝国の戦闘予告。
戦争
羅螺帝国による世界統一戦争。大義名分のため戦闘は決闘形式で事前にカミング・スーンで日時・戦闘区域を指定する。その勝敗により帝国がその地を獲得するか防衛軍が守りきるかが決まる。防衛軍側は戦闘の継続が不可能になったり不利になった場合、領地放棄を宣言することで戦闘を終了させ戦死を防ぐ。
ライフシンパシィ
精神波のことで、コアユニットとの同調する度合いが高いとロボットの戦闘能力も上がる。遺跡文明人によりリミッターがかけられており女性にしか反応しないようになっている。一樹は例外で、その存在により反応することができる。
遺跡文明
22年前に発見された異星人の遺跡。発掘したか破壊したかが世界の分岐点になっている。発掘した世界では真田賢と羅螺博士が発掘している。コアロボットのオリジナルである巨大ロボットや、機動要塞などがある。

## スタッフ
- 企画 - 三浦亨
- 原作 - 梶島正樹
- 監督 - 秋山勝仁
- 助監督 - 小林孝志
- シリーズ構成 - 黒田洋介
- キャラクターデザイン・総作画監督 - 奥田淳
- メカニックデザイン - 寺岡賢司
- メカ総作画監督 - 村木靖
- 美術監督 - 佐藤勝、加藤浩
- 色彩設計 - 品地奈々絵
- 撮影監督 - 佐藤均
- 編集 - 植松淳一
- 音響監督 - 菊田浩巳
- 音響プロデューサー - 中野徹
- 音楽 - 長岡成貢
- 音楽制作 - TONAI･SEQUENCE
- プロデュース - 森尻和明
- プロデューサー - 松田章男、渡辺欽哉、井上博明、久保田光俊
- アニメーション制作 - AIC
- 製作 - パイオニアLDC

## 主題歌
オープニングテーマ『DUAL!』
作詞 - 谷亜ヒロコ / 作曲・編曲 - 長岡成貢 / うた - HARU&SAYAKA from UNIVERS★L D
エンディングテーマ『Real』
作詞・作曲 - Shifo / 編曲 - 長岡成貢 / 原詩 - 黒田洋介 / うた - Shifo from UNIVERS★L D
第14話エンディングテーマ『Dual! (Mitsuki duet version)』
作詞・作曲 - Shifo / 編曲 - 長岡成貢 / うた - 真田三月（田中理恵）、羅螺みつき（豊口めぐみ）

## 各話リスト
| 話数   | サブタイトル             | 脚本     | 絵コンテ              | 演出                | 作画監督                   | 放送日        |
| ------ | ------------------------ | -------- | --------------------- | ------------------- | -------------------------- | ------------- |
| Act.1  | ライフシンパシィ         | 黒田洋介 | 秋山勝仁              | 別所誠人            | 北島伸幸 佐藤道雄          | 1999年 4月8日 |
| Act.2  | マイ・ホーム             | 黒田洋介 | わだへいさく          | 酒井伸次            | 伊藤良明                   | 4月15日       |
| Act.3  | イリーガル・ガイ         | 白根秀樹 | 鈴木利正              | 鈴木利正            | 守岡英行                   | 4月22日       |
| Act.4  | ノーディスガイズ         | 小林孝志 | 岩崎良明              | 野中卓也            | 服部憲知                   | 4月29日       |
| Act.5  | キャンパス・ライフ       | 中野睦   | 木村真一郎            | 酒井伸次            | 小原充                     | 5月6日        |
| Act.6  | イントリーグ             | 白根秀樹 | 秋山勝仁              | 駒井一也            | 伊藤良明 北島伸幸          | 5月13日       |
| Act.7  | ハードケース             | 小林孝志 | 鈴木利正              | 鈴木利正            | 田中誠輝 河野悦隆          | 5月20日       |
| Act.8  | MITSUKI                  | 黒田洋介 | 別所誠人              | 別所誠人            | 佐藤道雄                   | 5月27日       |
| Act.9  | エスケープ               | 中野睦   | 岩崎良明              | わだへいさく        | 敷島博英 高岡淳一          | 6月3日        |
| Act.10 | リパトリエート           | 白根秀樹 | 酒井伸次 秋山勝仁     | 酒井伸次            | 佐藤道雄 服部憲知          | 6月10日       |
| Act.11 | リアル                   | 小林孝志 | 木村真一郎            | 米田光宏            | 小原充 伊藤良明            | 6月17日       |
| Act.12 | アーデント・デザイア     | 中野睦   | 牧野行洋 わだへいさく | 泉明宏 わだへいさく | 高岡淳一 別所誠人          | 6月24日       |
| Act.13 | ザ・ワールド             | 黒田洋介 | 秋山勝仁              | 秋山勝仁            | 奥田淳 佐藤道雄            | 7月1日        |
| Act.14 | ファイナル・フロンティア | 黒田洋介 | 秋山勝仁 わだへいさく | わだへいさく 泉明宏 | 河野悦隆 北島信幸 別所誠人 | 12月22日      |

## 関連商品

### コミックス
うしだゆうじ著 富士見書房『月刊ドラゴンジュニア』連載
- 『デュアル! ぱられルンルン物語』

### 書籍
- 『デュアル! ぱられルンルン物語設定資料大全集』銀河出版 1999年11月発売

### CD
- 『DUAL!/Real』HARU & SAYAKA from UNIVERS★LD 1999年4月23日発売
- 『デュアル! ぱられルンルン物語』 1999年5月28日発売
- 『デュアル! featuring MITSUKI』 1999年11月26日発売

### Video・LD・DVD・Blu-ray
DVDには本編映像と新規映像を組み合わせた映像特典が収録されている。
- 『デュアル! ぱられルンルン物語 vision 001』 1999年6月25日
- 『デュアル! ぱられルンルン物語 vision 002』 1999年7月23日
- 『デュアル! ぱられルンルン物語 vision 003』 1999年8月25日
- 『デュアル! ぱられルンルン物語 vision 004』 1999年9月24日
- 『デュアル! ぱられルンルン物語 vision 005』 1999年10月22日
- 『デュアル! ぱられルンルン物語 vision 006』 1999年11月26日
- 『デュアル! ぱられルンルン物語 vision 007』 1999年12月22日
- 『デュアル! ぱられルンルン物語 DVD-BOX』 2005年3月25日
- 『デュアル! ぱられルンルン物語 Blu-ray』 2018年10月11日